# Bildkonst Upphovsrätt i Sverige
Der Bildkonst Upphovsrätt i Sverige ist ein schwedischer Verband mit Sitz in Stockholm, der die Urheberrechte bildender Künstler vertritt, darunter  Maler, Bildhauer, Grafiker, Fotografen, Illustratoren, Kunsthandwerker, Videokünstler und Designer. Der Verband hat 8631 schwedische Mitglieder. In Absprache mit ähnlichen Organisationen im Ausland vertritt er auch ausländische Autoren.